# Hørby Station
Hørby Station er en nedlagt dansk jernbanestation i landsbyen Hørby i Vendsyssel. Hørby var 1899-1968 station på Sæbybanen og 1913-1953 endestation på Hjørring-Hørby Jernbane (Hjørring Privatbaner).

## Historie
Hørby Station åbnede den 18. september 1899 som station på Sæbybanen mellem Nørresundby og Frederikshavn (Fjerritslev-Frederikshavn Jernbane). I 1913 blev den endvidere endestation for Hjørring-Hørby Jernbane (Hjørring Privatbaner), der blev nedlagt 15. marts 1953. I 1968 lukkede stationen, da Sæbybanen blev nedlagt.